# Palacio de los Deportes Luzhnikí

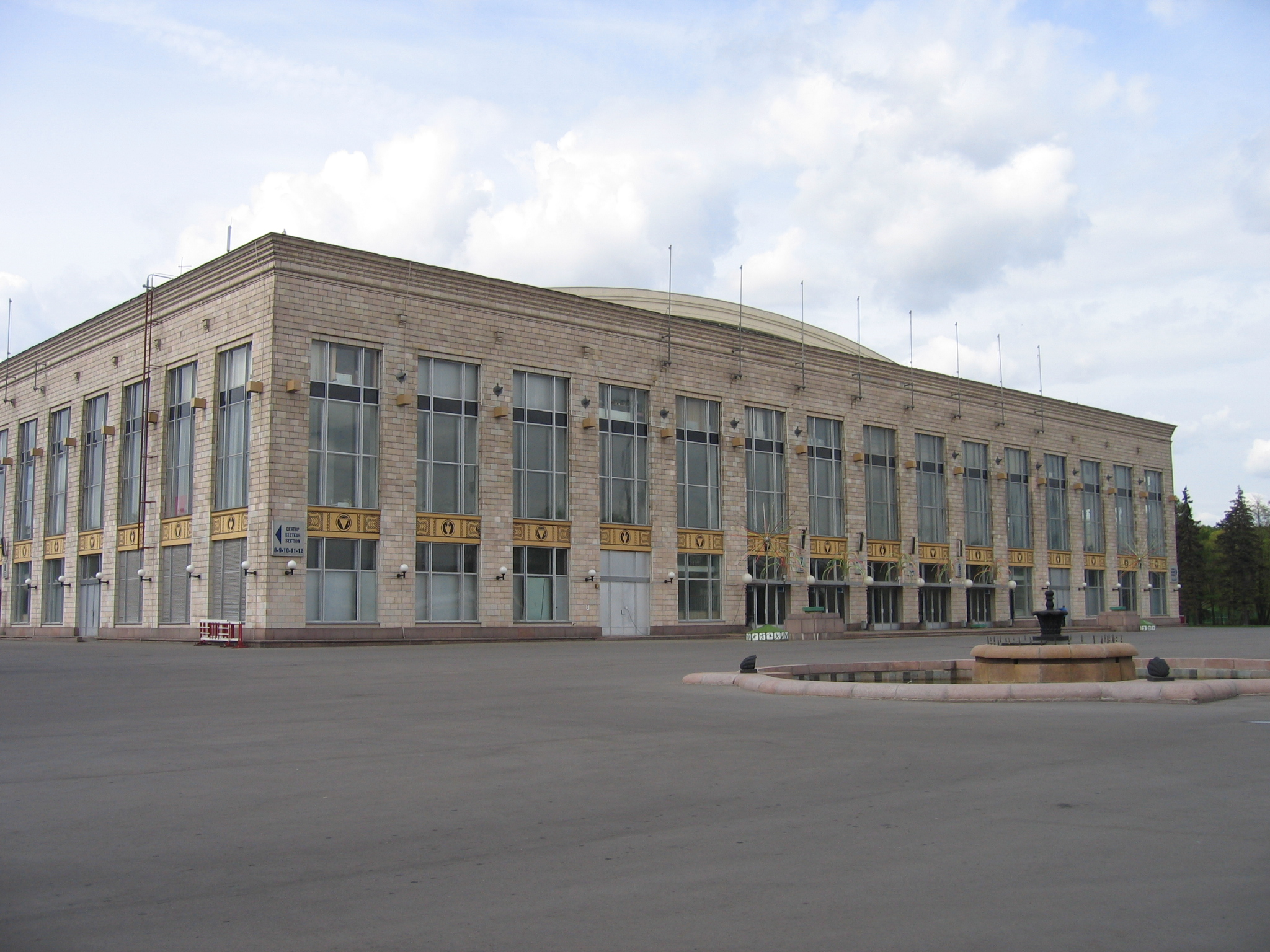
Palacio de los deportes de la Gran Arena Deportiva del Complejo Olímpico Luzhniki

El Palacio de Deportes Luzhnikí (oficialmente, el Palacio de Deportes de la Gran Arena Deportiva del Complejo Olímpico Luzhnikí) es un palacio de deportes de la ciudad de Moscú, Rusia, parte del Complejo Olímpico Luzhnikí. Fue construido en el año 1956 y originalmente tenía una capacidad de 13 700 espectadores. En el pasado se usó para la celebración de los campeonatos europeos de hockey sobre hielo, gimnasia, voleibol, baloncesto, boxeo y otros deportes. 
En 1972 fue sede de un partido del Campeonato nacional de hockey sobre hielo que tuvo lugar entre las selecciones de la Unión Soviética y Canadá y también fue sede de [las competiciones de gimnasia y de judo en los Juegos Olímpicos de Moscú de 1980.
En 2002, el palacio de deportes sufrió una reconstrucción de la capacidad de asistentes, actualmente, tiene una capacidad 11 500 espectadores y en 2005 el palacio de deportes acogió el campeonato mundial de patinaje artístico sobre hielo de 2005. Actualmente es usado para la práctica de hockey sobre hielo, y fue la casa del HC Dinamo Moscú hasta el año 2000, año en el que el club se trasladó al Minor Arena.

## Eventos deportivos importantes
- Espartaquiada de los pueblos de la URSS de los años 1956, 1959, 1963, 1967, 1971 y 1979.[3]
- Campeonato Mundial de Voleibol de 1962[3]
- EuroBasket de 1965[3]
- Campeonato Mundial de Hockey sobre Hielo de 1957, 1973, 1979 y 1986[3]
- Campeonato Mundial de Baloncesto femenino de 1959[3]
- Goodwill Games de 1986[3]
- Summit Series Hockey sobre Hielo - Canadá-URSS 5-8 de 1972[3]

## Conciertos
- Kraftwerk (2004)
- Muse & Nine Inch Nails (2007)
- Dream Theater, Limp Bizkit & Nightwish (2009)